# Delias eileenae
Delias eileenae is een vlindersoort uit de familie van de Pieridae (witjes), onderfamilie Pierinae.
Delias eileenae werd in 1927 beschreven door Joicey & Talbot.